# Palazzo della Regia scuola tecnica industriale
Il palazzo della Regia scuola tecnica industriale è un edificio situato a Grosseto, in piazza De Maria, e ospita la sede dell'istituto d'istruzione superiore "Luciano Bianciardi".

## Storia
Per l'edificazione della Regia scuola tecnica industriale e Regia scuola secondaria di avviamento professionale venne in un primo tempo prescelta l'area di proprietà comunale dell'ex Prato della Fiera, compresa tra le vie Sonnino, Zanardelli, Manetti e Minghetti, sul lato ovest fuori delle mura cittadine. L'incarico per la redazione di un primo progetto venne affidato il 18 ottobre 1928 all'ingegnere Giulio Feri, ma già nel maggio 1929 un nuovo progetto venne affidato all'ingegnere Ernesto Ganelli. Successivamente, l'area per la costruzione venne ritenuta non idonea e la scelta dell'amministrazione comunale si spostò sulla zona dell'ex Officina sociale ed adiacenze, di proprietà della Società anonima Antonio Cosimini e Figli, che venne acquistata dal Comune di Grosseto il 6 marzo 1933 per un importo di lire 110 000. Il primo progetto per la scuola venne redatto dall'ingegnere Ugo Pellizzari dell'Ufficio tecnico del comune il 23 novembre 1934, ma respinto dal ministero dei Lavori pubblici. Nell'aprile 1935 venne elaborato un secondo progetto per il quale il ministero consigliò diverse modifiche. In seguito a questo, venne dato l'incarico per un nuovo progetto all'ingegnere Umberto Tombari, noto professionista locale autore fra l'altro dell'edificio del Consorzio Agrario Provinciale.
Il progetto venne approvato con deliberazione n. 165 del 18 marzo 1936 e reso esecutivo con decreto n. 6278 del 12 settembre 1936, secondo il quale la costruzione doveva essere ultimata entro il 16 novembre 1938. Il 12 ottobre 1936 si svolse la gara d'appalto a licitazione privata tra dodici ditte invitate, tra cui la ditta Buoncristiani e Severini di Pisa, per un presunto importo dei lavori di 1 530 760 lire. La gara fu vinta dalla impresa Icilio Leoni con la quale venne sottoscritto il contratto di appalto n. 3667 del 22 ottobre 1936, reso esecutivo il primo novembre successivo.
I lavori, iniziati immediatamente, vennero in un primo tempo diretti dall'ingegnere capo dell'Ufficio tecnico Ugo Pellizzari. Successivamente, per alcune controversie sorte tra l'impresa e la direzione dei lavori circa il tipo di fondazione da adottare su quella che era l'area del vecchio porto di Grosseto, - cioè il canale navigante che congiungeva la città a Castiglione della Pescaia colmato durante la bonifica del 1830 con terreno di riporto -, poco adatto ad un edificio di grande mole, la direzione dei lavori fu affidata con deliberazione podestarile n. 19 del 14 gennaio 1937 all'ingegnere Giulio Sabatini, assistito dai signori Angiolino Saletti ed Egisto Fantacci, mentre la direzione artistica rimaneva affidata all'ingegner Tombari. Per le fondazioni, che la ditta voleva realizzare in cemento armato su terreno costipato in pietrame e laterizio, il nuovo direttore dei lavori decise una fitta palificazione in cemento armato, la più adatta per il tipo di terreno in questione. I lavori subirono uno slittamento nei tempi di consegna e le opere di completamento vennero affidate all'impresa A. Brizzi il 17 dicembre 1938; sospesi nel maggio 1940, vennero ripresi poco dopo e conclusi il 29 giugno 1940. Tra le ditte fornitrici, figurano la ditta Francesco Villa di Angelo Bombelli per i serramenti in ferro e la ditta Piaggio di Pontedera per gli infissi metallici del fabbricato officine, oggi adibito a palestra, realizzato nel 1938.
Nel dopoguerra l'edificio ospitò la scuola media "Leonardo da Vinci" e l'istituto agrario, e dopo la totale ristrutturazione del 1984 fu destinato a sola scuola media. Con l'inizio del nuovo millennio, la scuola media è stata trasferita in altra sede e il complesso è divenuto una delle sedi dell'istituto professionale "Luigi Einaudi", la cui sede centrale era in via Brigate Partigiane. Dal 2011, il palazzo ospita la sede centrale del polo "Luciano Bianciardi", con il liceo musicale e coreutico e l'istituto professionale di gestione aziendale.

## Descrizione

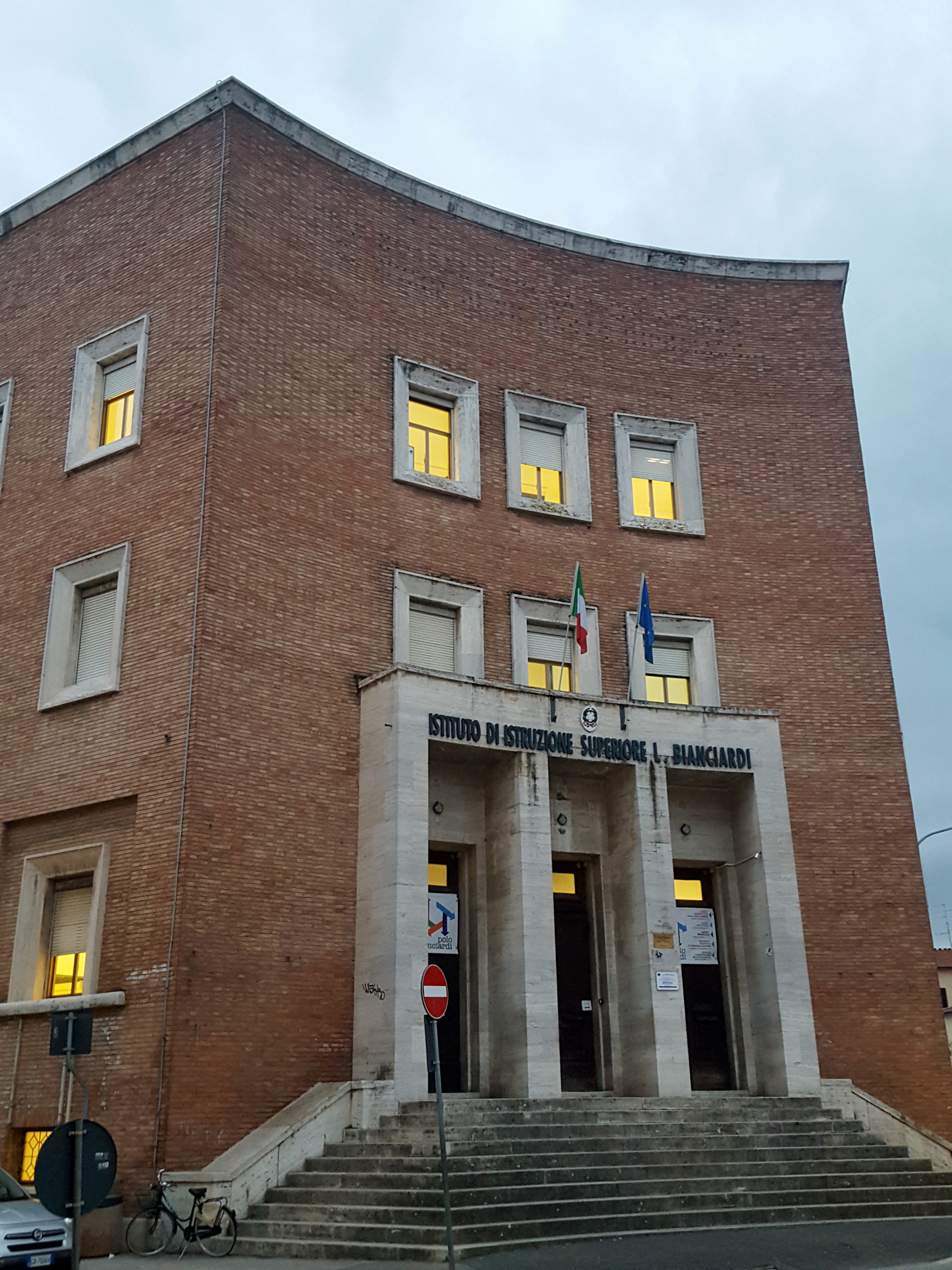
La facciata dell'edificio

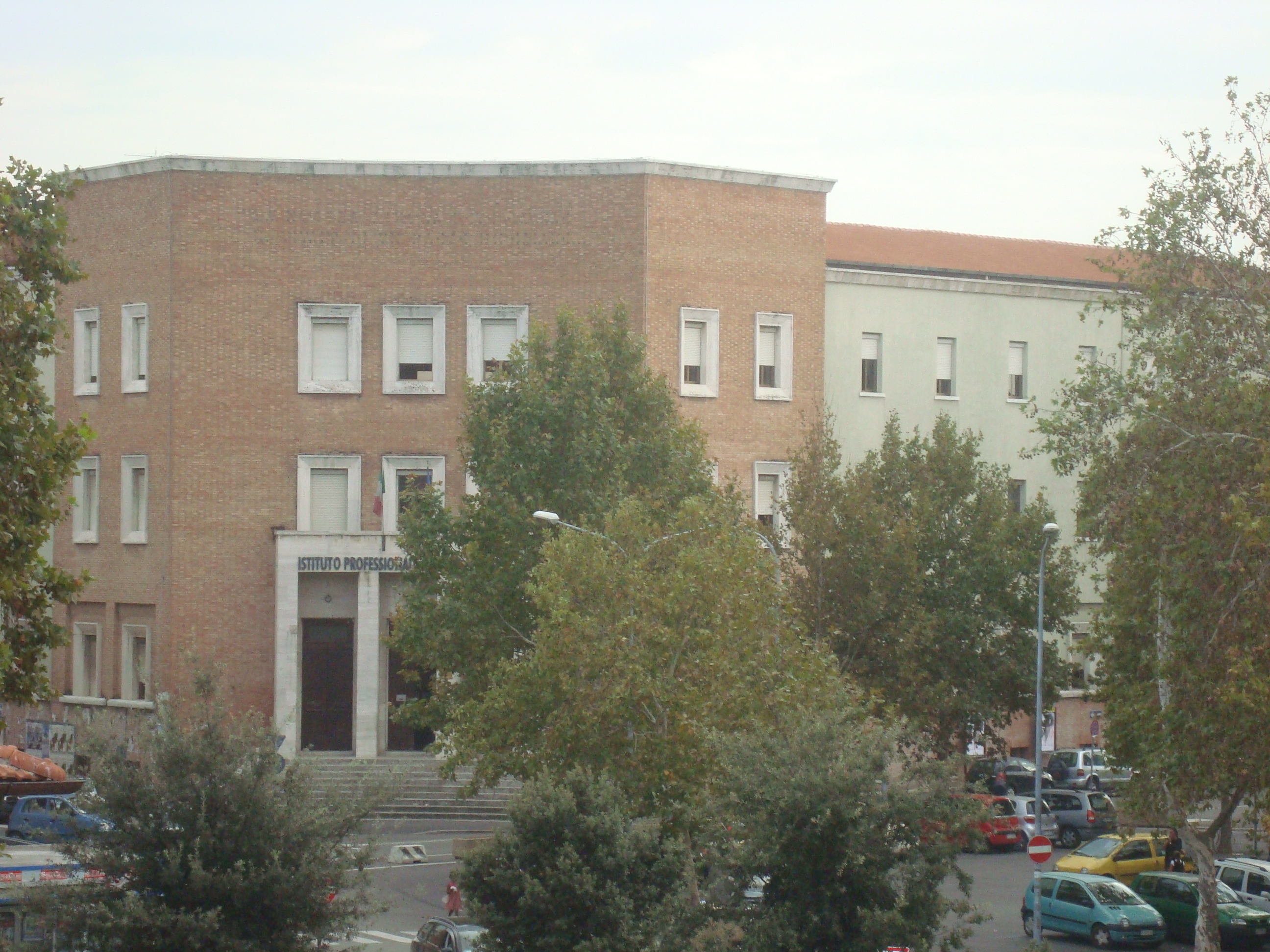
L'edificio visto dalle mura di Grosseto

### Contesto urbanistico
L'edificio costituisce la quinta di maggior rilevanza della piazza De Maria, su cui si apre l'ingresso principale e, insieme all'annesso fabbricato delle ex officine ed il resede posteriore recintato, occupa un intero isolato delimitato dalla piazza stessa e dalle vie de' Barberi, dei Mille e Tito Speri.
Snodo di traffico e sede animata del mercato cittadino, la piazza, già denominata piazzale fuori Porta Vecchia, intorno al quale nella metà del XIX secolo si formarono i nuovi sobborghi, venne intitolata a Stefano De Maria nell'ottobre 1882 ed è la prima piazza appena al di fuori delle mura sul lato sud, collegata alla piazza Rosselli a nord dall'asse quasi rettilineo costituito dal corso Carducci e dalla via IV Novembre. Sulla piazza ed in fregio alle vie che da essa si dipartono sorge una edilizia residenziale senza particolare valore.

### L'esterno
Disposto su di un'area trapezoidale, l'edificio si ispira chiaramente, nell'impianto planimetrico-distributivo, al locale palazzo delle Poste edificato anni prima da Angiolo Mazzoni — modello imprescindibile per l'architettura "di regime" nella cittadina maremmana — ed è caratterizzato da un corpo principale di ingresso da cui si divaricano due lunghe ali parallelepipede, più basse e con semplici paramenti ad intonaco.
Il rivestimento in laterizio con inserti in travertino, già utilizzato dal progettista nell'edificio del Consorzio Agrario e ancora una volta mutuato dal palazzo delle Poste, caratterizza invece il corpo principale che, dotato di un fronte leggermente concavo e preceduto da una imponente scalinata, si modella secondo un linguaggio razionalista con un'impronta monumentale di richiamo piacentiniano nella soluzione degli accessi, enfatizzati da una pilastrata gigante tripartita con terrazzo superiore sul quale si aprono tre porte-finestre.
Le brevi pareti laterali del corpo principale appaiono spartite da due assi di finestre rettangolari su tre piani, con cornici strombate in travertino; le finestre al pian terreno rialzato sono inserite in un rientro della muratura e sottolineate da pesanti davanzali ancora in travertino. Il corpo è concluso da un cornicione in travertino che corona anche le più basse ali, sulle quali continua la fitta successione delle finestre, otto su via dei Mille e nove su via de' Barberi, prive, ai piani superiori, delle forti incorniciature e dotate di semplici davanzali in travertino.

### L'interno
All'interno, l'edificio trova il suo fulcro distributivo e il suo momento di caratterizzazione nello scalone, alloggiato nel corpo di ingresso immediatamente dopo l'atrio e posto a cerniera tra le due ali; la scala in marmo si sviluppa per tre piani su un impianto perfettamente circolare, con un andamento seguito dal parapetto continuo in muratura attualmente colorato in un acceso color arancio con corrimano nero, originariamente in finto marmo. L'ampio vano scala e l'atrio di ingresso sono illuminati dai due finestroni rettangolari ritagliati al centro della parete convessa sul retro ed attualmente chiusi da serramenti in metallo e vetro, montati nel 1984 a sostituzione degli originari mattoni in vetro-cemento. L'atrio è decorato da un fusto marmoreo inciso con i nomi di luoghi "eroici" del fascismo, posto nel centro geometrico del vano scala; sul fusto doveva essere in origine collocato un rostro, a ricordo delle battaglie di mare vinte dal Regime. Agganciate alle estremità dell'atrio, le due ali sono distribuite da un corridoio affacciato sull'esterno lungo il quale si aprono le aule. L'ala di sinistra è conclusa dal vano rettangolare dell'aula magna, dotata di tre ingressi indipendenti dal cortile interno e posta a quota inferiore rispetto al corridoio di accesso; pavimentata ed in parte rivestita in marmo, l'aula è decorata da due grandi affreschi di cui non è stato possibile conoscere il nome dell'autore.
L'edificio conserva all'interno gli infissi in legno e le pavimentazioni originali - alla palladiana nell'atrio, in graniglia con fasce perimetrali nei corridoi e nelle aule, in mattonelle esagonali in grès ceramico nei servizi. Le facciate e gli infissi esterni sono stati oggetto di un intervento di manutenzione e sostituzione nel 1984. Nell'aula magna dell'edificio è conservata la pittura Scena allegorica (1939-1940) di Renzo Capezzuoli.